# Paracostellagerina
Paracostellagerina es un género de foraminífero planctónico considerado un sinónimo posterior de Costellagerina de la Subfamilia Hedbergellinae, de la Familia Hedbergellidae, de la Superfamilia Rotaliporoidea, del Suborden Globigerinina y del Orden Globigerinida. Su especie tipo es Hedbergella libyca. Su rango cronoestratigráfico abarcaba desde el Albiense superior (Cretácico inferior) hasta el Cenomaniense inferior (Cretácico superior).

## Descripción
Paracostellagerina incluía especies con conchas trocoespiraladas, de forma discoidal-globular y trocospira baja; sus cámaras eran subesféricas, creciendo en tamaño de forma rápida; sus suturas intercamerales eran rectas e incididas; su contorno era redondeado y lobulado; su periferia era redondeada; su ombligo era relativamente amplio y profundo; su abertura era interiomarginal, umbilical-extraumbilical, en forma de arco bajo amplio, y bordeada con un labio; presentaba pared calcítica hialina, macroperforada con baja densidad de poros, con la superficie rugosa y costulada, con rugosidades o costillas irregulares alineadas mediante fusión de pústulas adyacentes generalmente de manera discontinua.

## Discusión
El género Paracostellagerina no ha tenido mucha difusión entre los especialistas. Algunos autores han considerado Paracostellagerina un sinónimo subjetivo posterior de Costellagerina. De hecho, su especie tipo es habitualmente incluida en el género Costellagerina. Sin embargo, Paracostellagerina se diferencia de Costellagerina por su pared con costillas irregulares y su abertura umbilical-extraumbilical. Clasificaciones posteriores incluirían Paracostellagerina en la familia Hedbergellidae de la superfamilia Globigerinoidea.

## Paleoecología
Paracostellagerina incluía especies con un modo de vida planctónico, de distribución latitudinal tropical-subtropical, y habitantes pelágicos de aguas superficiales (medio epipelágico).

## Clasificación
Paracostellagerina incluía a la siguiente especie:
- Paracostellagerina libyca †